# Parc d'Émonville
Le parc d'Émonville est un jardin public situé dans le centre-ville d'Abbeville. Il est attenant au jardin du Carmel.

## Histoire
Le parc d'Émonville faisait partie, à l'origine, de l’enclos du prieuré bénédictin Saint-Pierre-et-Saint-Paul d’Abbeville. Il fut déclaré bien national à la Révolution. 
Il devint au XIXe siècle la propriété d'Arthur Fouques d’Émonville (1810-1880), botaniste et collectionneur de camélias. 
En 1861, Arthur Foucques d’Émonville fit construire par Lefuel, un hôtel dit d’Émonville à l’emplacement de l’ancien logis abbatial. Il  fit également construire une serre de plus de 33 m de long sur 13,20 m de large et 9 m de haut. À sa mort, la propriété fut vendue à la ville d’Abbeville. Après la Seconde Guerre mondiale, l'hôtel devint la Bibliothèque municipale et le parc un jardin public.
Quant au Carmel, après la période révolutionnaire, il retrouva sa vocation religieuse. Le couvent fut enclos de hauts murs en 1842. Depuis 1998 il est propriété de la ville.

## Caractéristiques
Le parc d'Émonville est un jardin à l'anglaise avec statues, plan d'eau, pont...
Le plan du parc se divise en deux ensembles :
- la partie sud, en terrain plat, est constituée de deux pelouses fleuries, d'un bassin aux berges sinueuses, plantées d'un bouleau pleureur et d’un magnolia Soulangeana. Contre le mur, pousse une collection de plantes vivaces sur plus de 1 000 m2. Des serres et un ancien réservoir d'eau complètent l'aménagement ;

- la partie nord, installée sur un rebord de pente, s'organise autour d’une grande pièce d’eau traversée par un pont.

### Statues
- Monument à l’historien et poète Ernest Prarond (1821-1908), buste en bronze, œuvre d'Emmanuel Fontaine.
- Petite statue en terre cuite d'un jeune garçon portant sur ses épaules une corne de bélier.
- Trois statues en plomb d'Apollon, Mercure et Diane d’après Jean de Bologne.

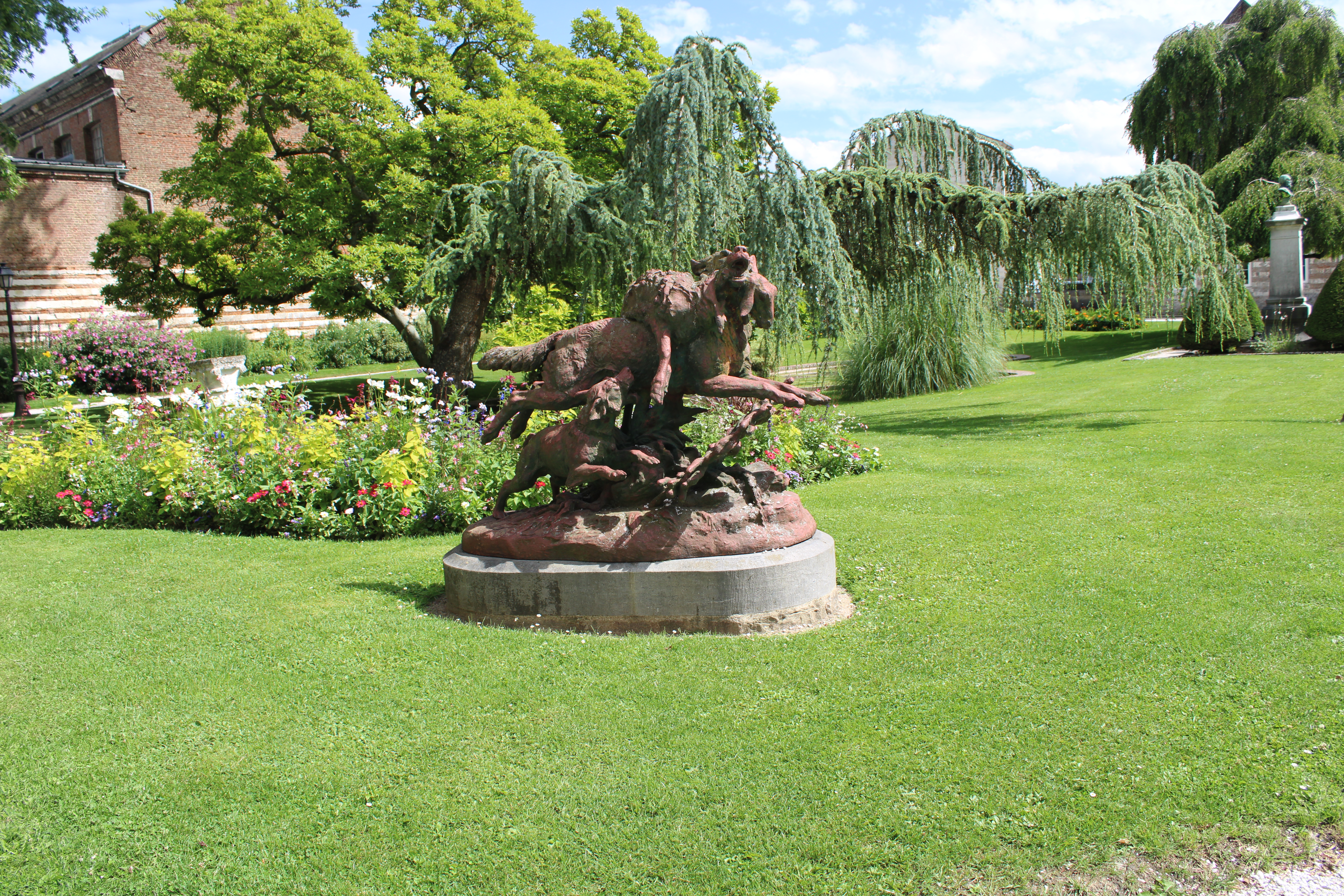
Sculpture de loup, brebis et chien

### Essences remarquables
- Magnolia soulangeana,
- Pterocarya,
- Sophora pendula,
- Liriodendron tulipifera,
- Liquidambar styraciflua,
- Cornus mas,
- Juglans nigra,
- Taxodium distichum,
- Araucaria imbricata, (Araucaria du Chili)
- Séquoiadendron giganteum, (Séquoïa géant)
- Ginkgo biloba ,
- Aesculus,
- Fraxinus...

### Arbres fruitiers
- Pommiers,
- Poiriers,
- Figuiers,
- Pêchers,
- Olivier.

### Arbustes
- Acer aureum, (érable)
- Buxus elegans, (Buis)
- Ceanothus thyrsiflorus,
- Choisya ternata,
- Euonymus alatus,
- Fuchsia arbustif,
- Ilex aquifolium Madame Briot, (houx)
- Lavatère,
- Perovskia blue spire,
- Photinia red robin,
- Phyllostachys aurea,
- Sambucus nigra laciniata,
- Sumac de Virginie,
- Viburnum tinus...

### Plantes vivaces
- Achillea taygetea,
- Aegopodium variegatum,
- Alchemilla erythropoda,
- Ancolie,
- Arabis variegata,
- Artemesia canescens,
- Aster,
- Carex bronze et Evergold,
- Centaurea alba,
- Centranthus ruber,
- Corydalis lutea,
- Epimedium,
- Euphorbia corallioides,
- Gaura lindheimeri,
- Géranium vivace,
- Gunnera,
- Helianthemum carneum,
- Heuchera palace purple,
- Hosta crispula,
- Lamium Shell Pink,
- Ligularia dentata,
- Lobelia elmfeuer,
- Monarda scarlet,
- Nepeta,
- Phlox Europa,
- Polemonium brise d’Anjou,
- Rudbeckia,
- Stachys big ears,
- stipe.

### Fleurs annuelles
- Abutilon panaché,
- Agastache,
- Anthémis,
- Canna,
- Cleome,
- Cosmos,
- Dolique,
- Echeveria,
- Héliotrope,
- Ipomée,
- Mauve,
- Nicandra,
- Nicotiana sylvestris (Tabac géant)
- Pyrèthre,
- Solanum,
- Tithonia....

## Les Jardins du Carmel
L'ancien verger devenu jardin public est attenant au parc municipal d’Emonville. Quelques spécimens du XIXe siècle subsistent ainsi que des palmettes, des espaliers, cordons et contre espaliers le long des murs. Une grille fait communiquer le verger et le potager divisé en six carrés rectangulaires, entourés d’allées bordurées de buis. Un cloître central est planté d’un prunus pourpre et d’if. Une pergola et un petit bassin fleuri complètent l'aménagement ornemental.